# Holochlora staeli
Holochlora staeli är en insektsart som beskrevs av Krauss 1904. Holochlora staeli ingår i släktet Holochlora och familjen vårtbitare. Inga underarter finns listade i Catalogue of Life.